# レオ・ベルギクス
- レオ・ベルジカス

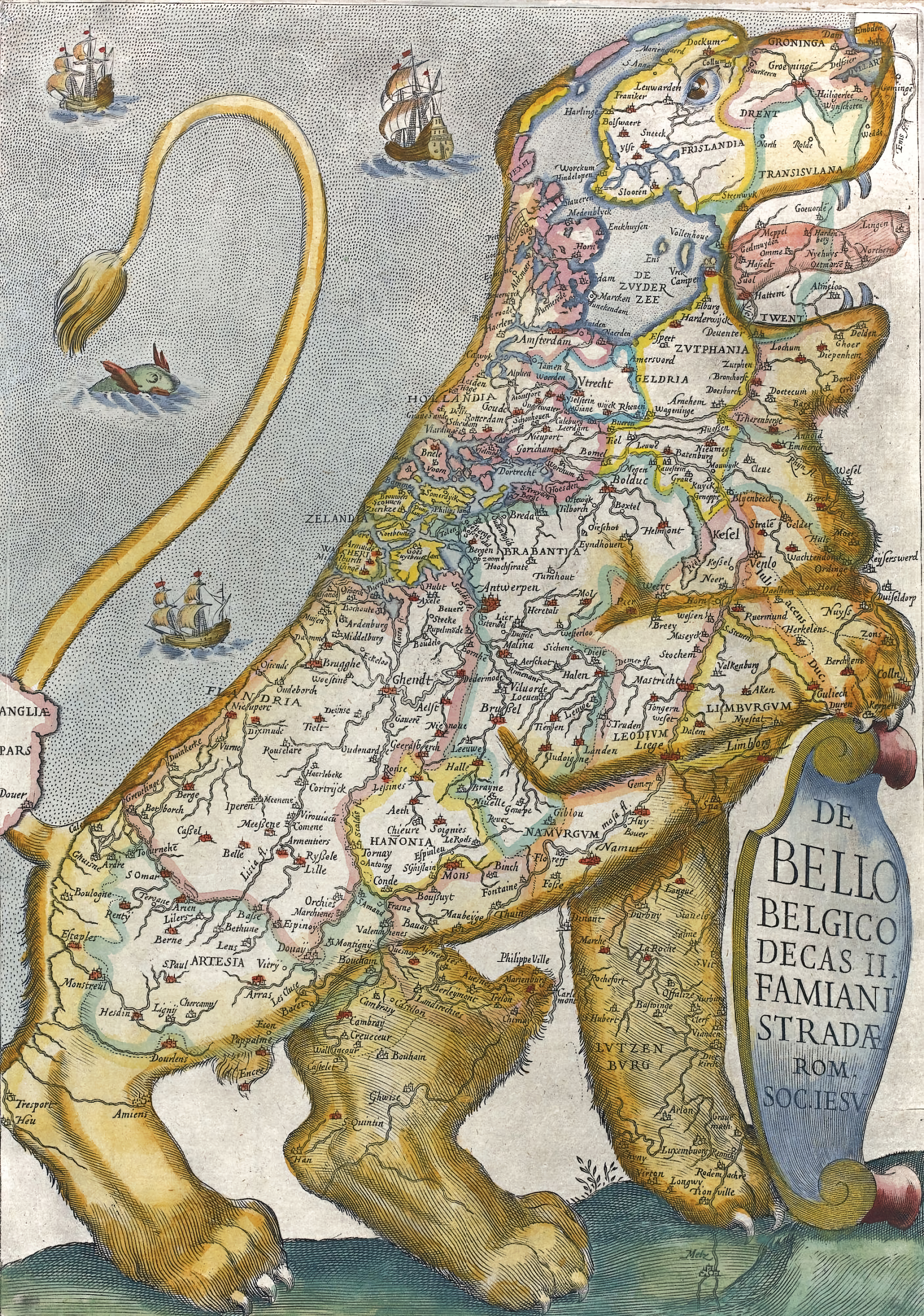
ファミアーノ・ストラーダ作(1631年から1651年の間)

レオ・ベルギクス（ラテン語: Leo Belgicus）は、ベルギウム（ラテン語: Belgium：現在のベルギーではなく、オランダ、ルクセンブルク、ベルギーと北部フランスの一部から成っていたネーデルラントのこと）を獅子（ラテン語: leo）の形で表した紋章または地図のこと。
地図でない場合、ネーデルラント連邦共和国の擬人化であるオランダの乙女を一緒に描くことが多い。この時、乙女と獅子は「ホラントの庭」という丸い囲いのある庭に座っている。
これと近いものにヨーロッパ大陸を女王（ラテン語: regina）に見立てた「エウローパ・レーギーナ（Europa regina）」がある。

## 歴史
八十年戦争の最中だった1583年にオーストリアの地図学者ミヒャエル・アイツィンガーが描いたものが最古のレオ・ベルギクスである。ネーデルラントでは獅子の紋章が多かったことから、それに触発されたと言われている。（具体的に、紋章に獅子の図案を使っていたのはウィレム1世はじめ、ブラバント公国、フランドル伯領、フリースラント領主領、ゲルデルン公領、エノー伯領、ホラント伯領、リンブルフ公領、ルクセンブルク公領、ナミュール伯領、ゼーラント伯領）
レオ・ベルギクスには大きく分けて3種類のパターンがあった。
- 最も一般的なものは、獅子の頭を国土の北東に、尻尾を南西に配置したもので、このパターンでとくに有名なのが1609年の12年停戦協定（英語版）の時に出版されたクラース・ヤンスゾーン・フィスヘルのもの。
- 獅子を東西逆向きにしたもので、ヨドクス・ホンディウス（英語版）が有名。
- ヴェストファーレン条約でネーデルラント連邦共和国の独立が承認された1648年に出版されたもので、ホラント伯領のみを描いたもの。「Leo Hollandicus」と呼ばれる。最も古いものはクラース・ヤンスゾーン・フィスヘルが1625年に出版したもの。

## ギャラリー

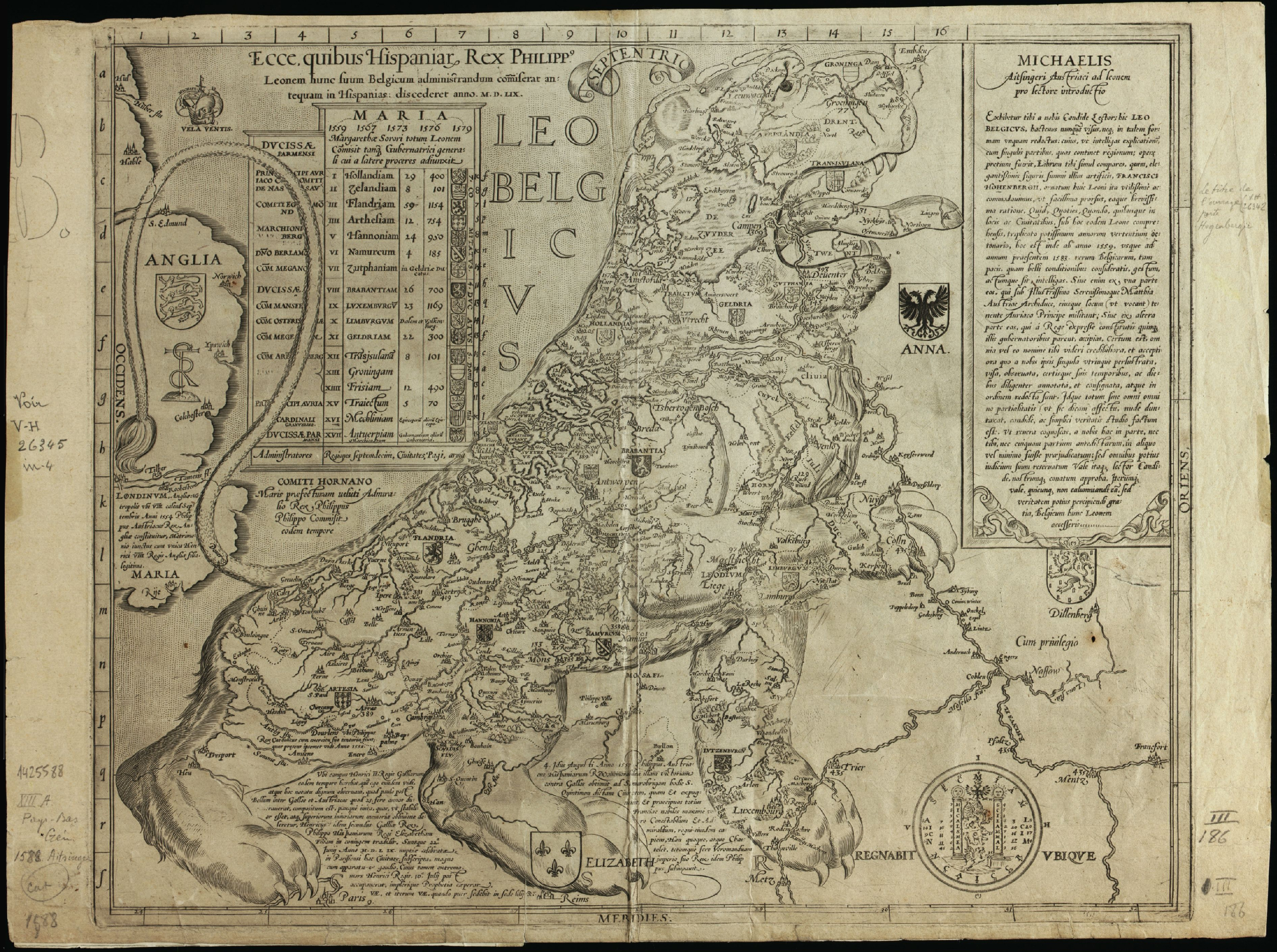
ミヒャエル・アイツィンガー/フランス・ホーヘンベルフ作（1583年）
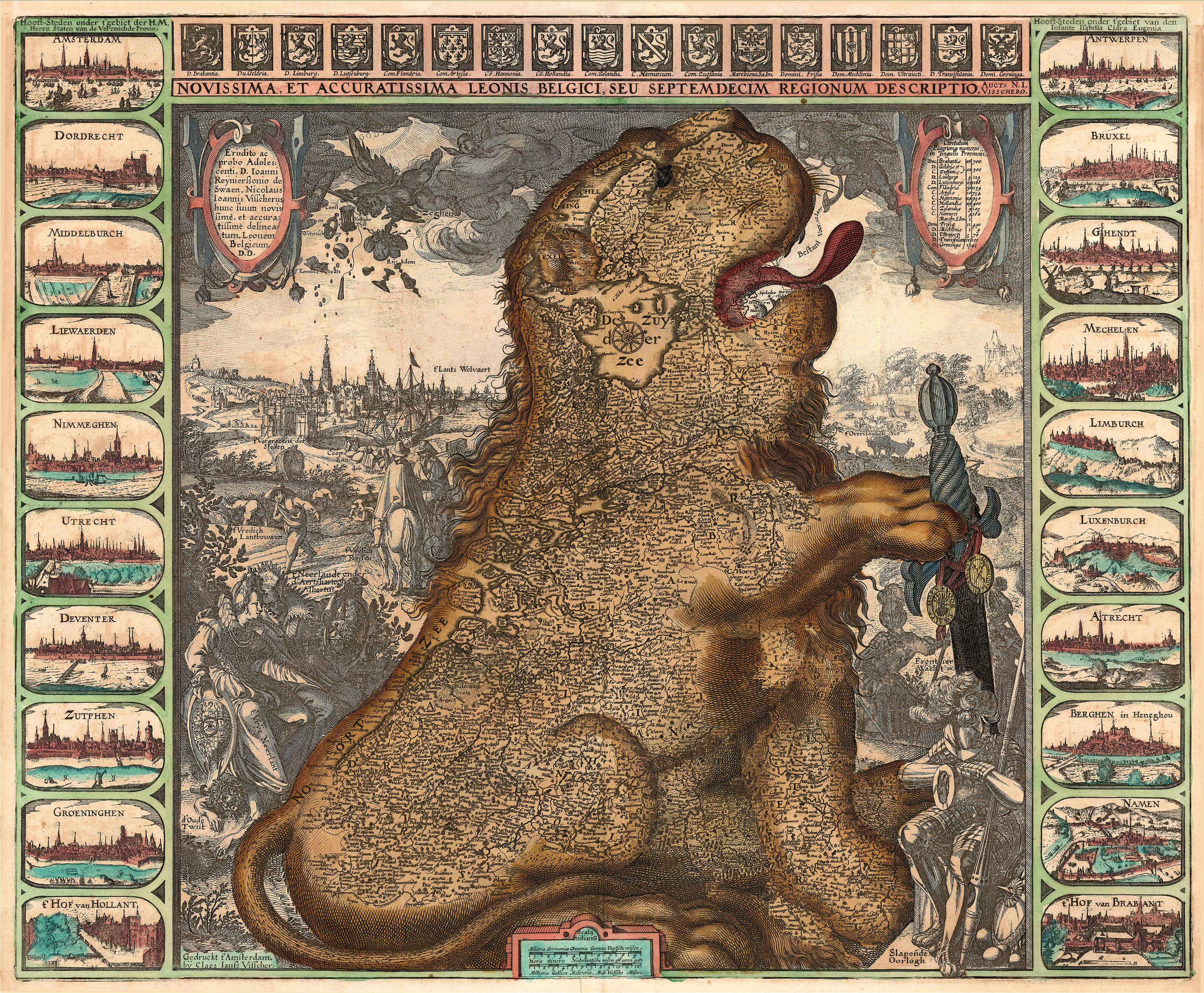
クラース・ヤンスゾーン・フィスヘル作（1609年）
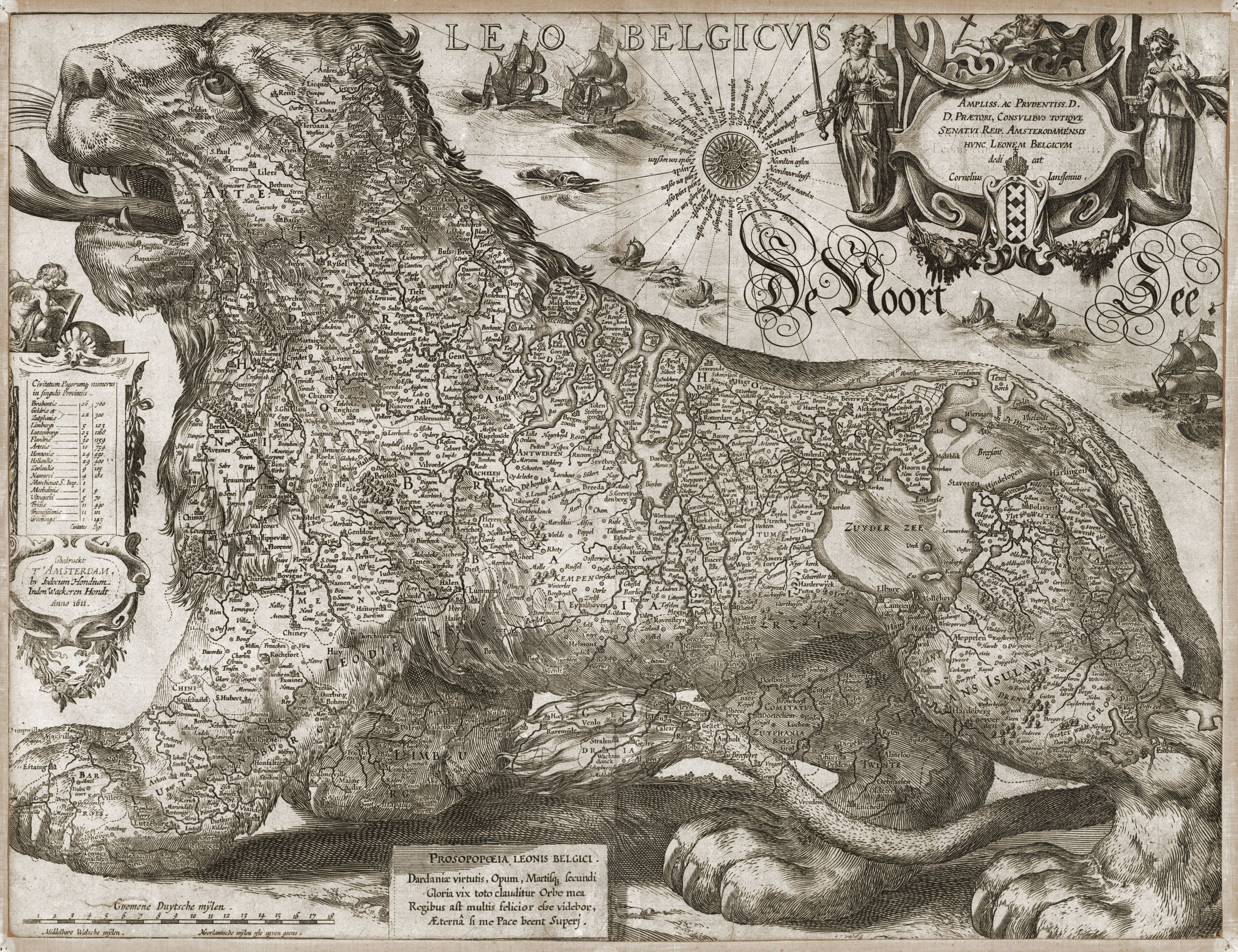
ヨドクス・ホンディウス作（1611年）
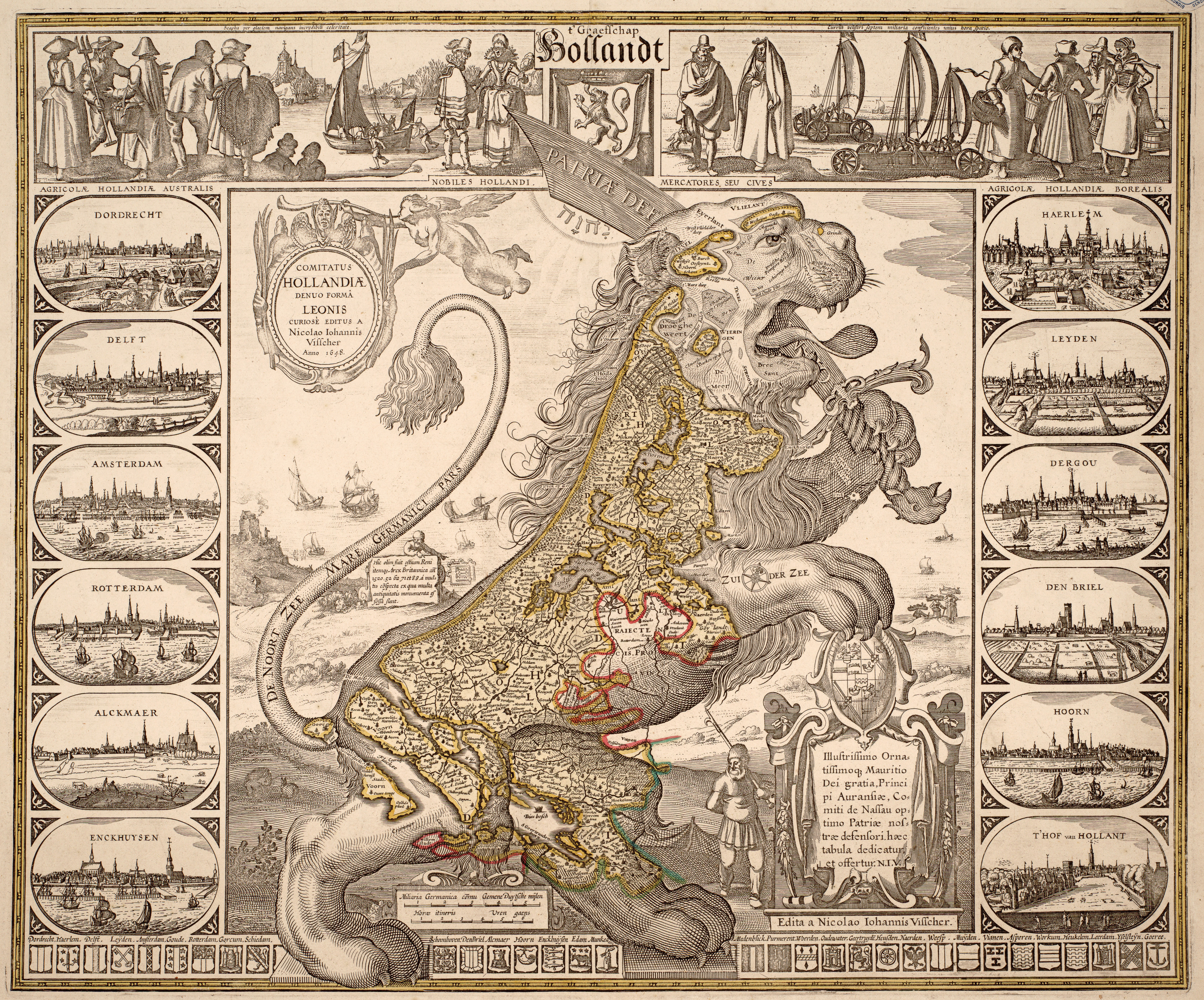
クラース・ヤンスゾーン・フィスヘル作『Leonis Hollandiae』（1648年）
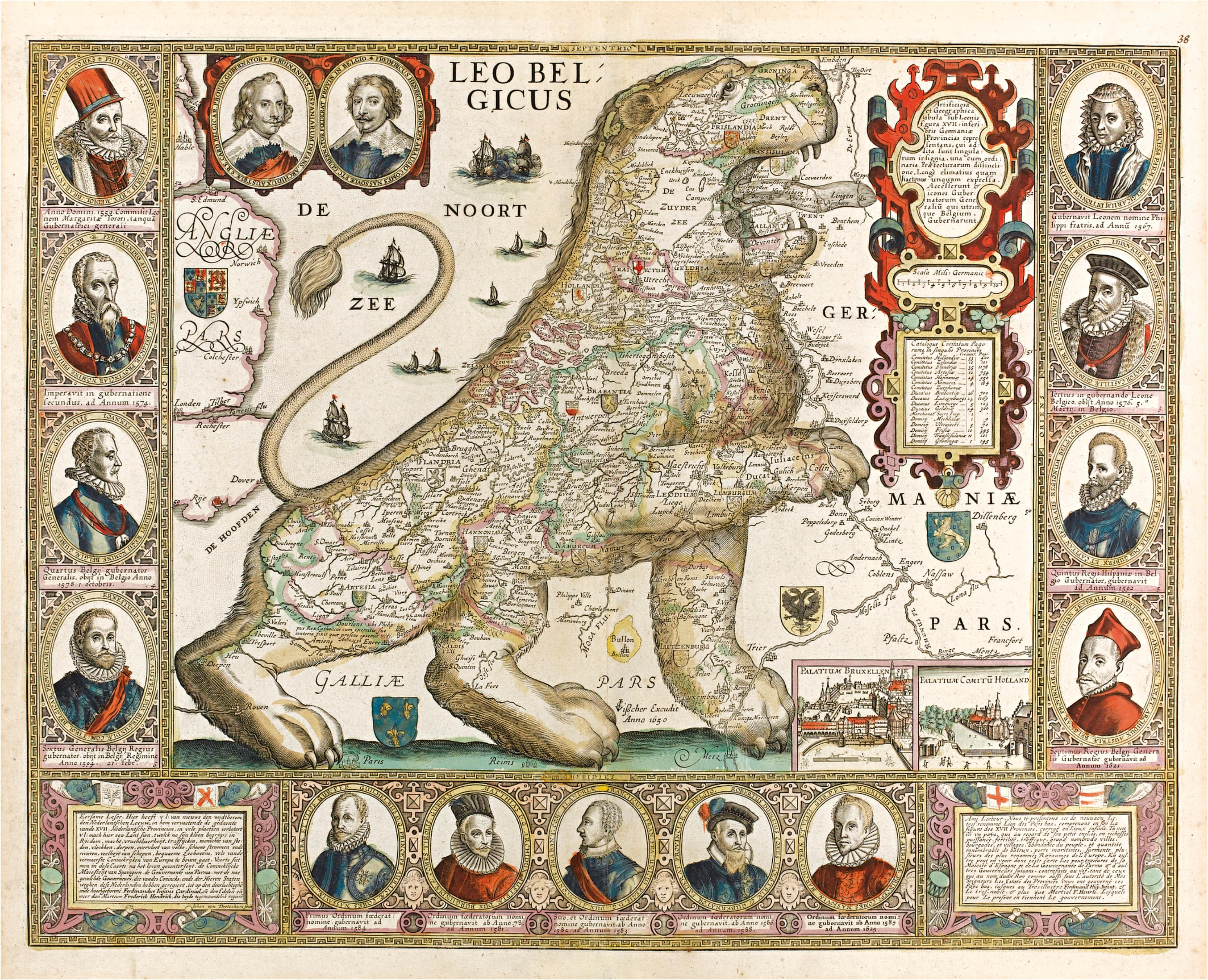
ヨアンネス・ファン・ドゥーテクム作のベルギー地図　(1650)
バタヴィア共和国のシンボル（1795年 - 1806年）
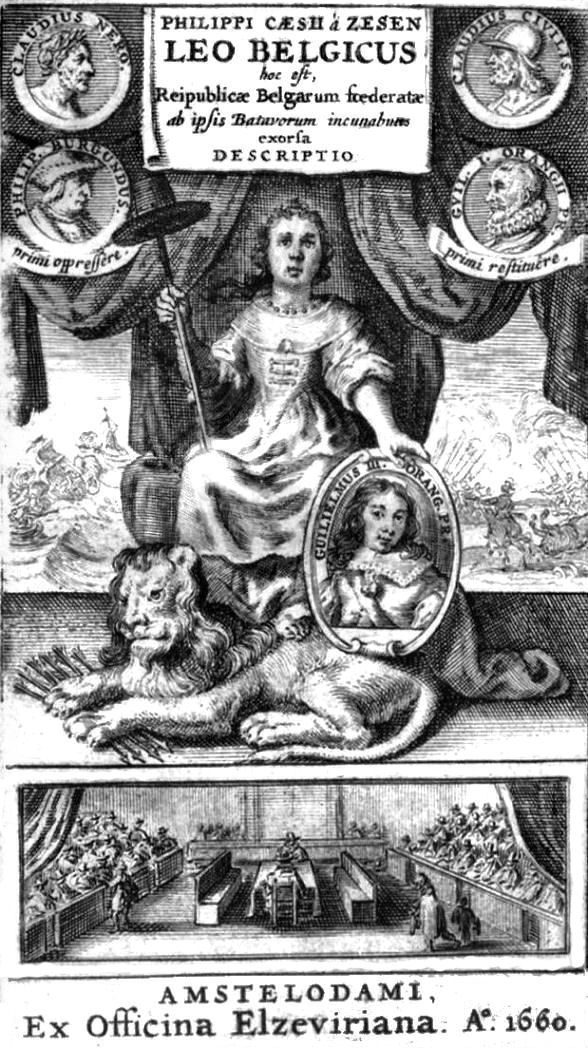
フィリップ・フォン・ツェーゼンの本の表紙（1660年）
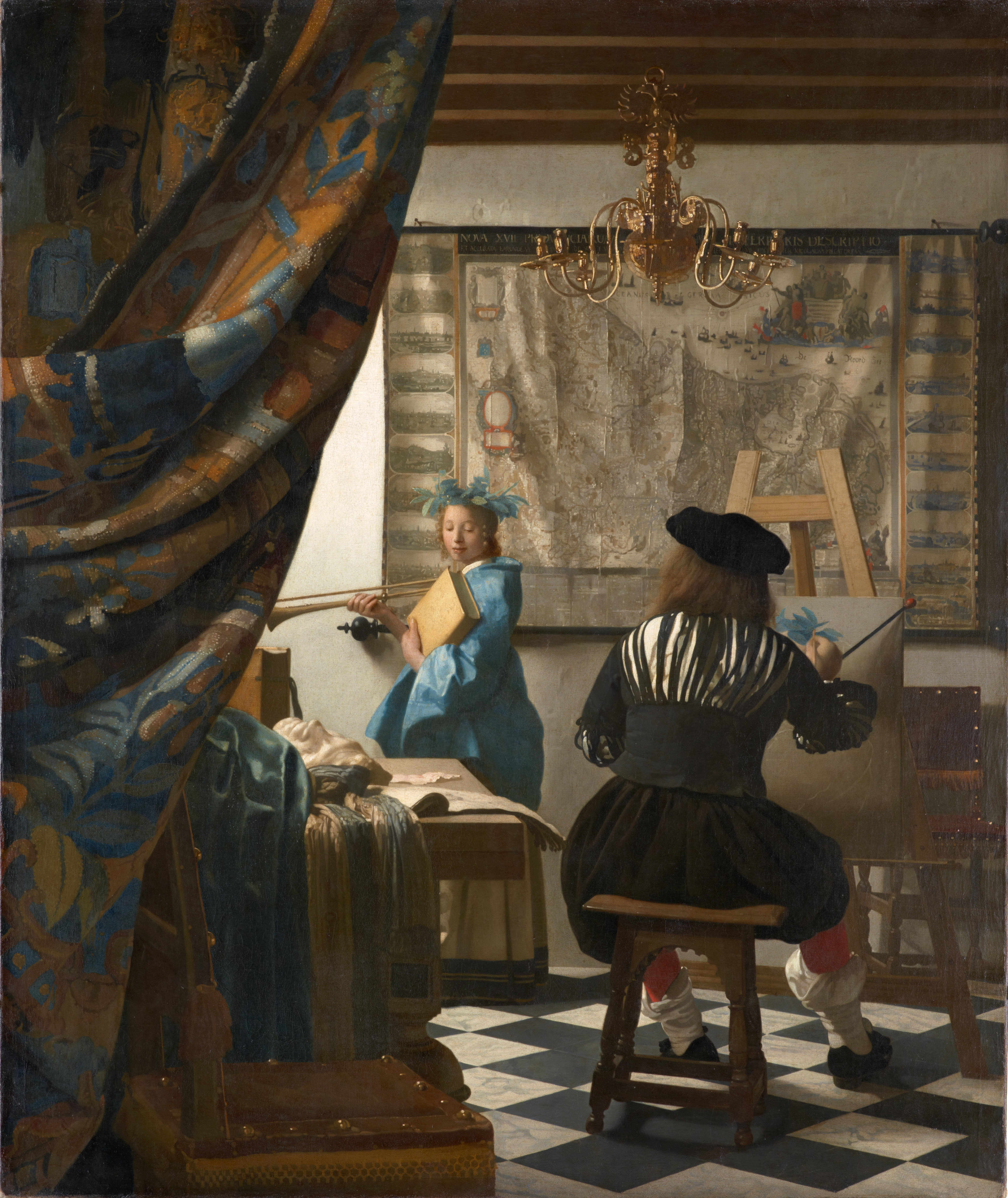
フィスヘルの地図はフェルメールの『絵画芸術』の中に出てくる